# Maser (radiação)

Maser de hidrogênio de um relógio atômico que gera radiação de microondas a 1,42 GHz usando hidrogênio.

Maser é um dispositivo que produz ondas eletromagnéticas coerentes através da amplificação de emissão estimulada. 
Historicamente o termo se refere ao acrônimo "Microwave Amplification by Stimulated Emission of Radiation", no entanto os modernos masers emitem sobre uma grande porção do espectro eletromagnético, não somente microondas. Isso levou a troca do termo "microwave" por "molecular" no acrônimo, sugerido por Charles Hard Townes. Quando o primeiro oscilador coerente foi desenvolvido, eles se chamavam maser ópticos, mas se tornou comum chamá-los de lasers.

## Tipos de masers
- Maser a feixe atômico
  - Maser a amônia
  - Maser a hidrogênio
- Masers a Gás
  - Maser de Rubídio
- Masers a Estado Sólido
  - Maser de Rubi
- Maser Brandon

## Usos
Masers servem como referências de freqüência de grande precisão. Os "padrões de freqüência atômicos" são uma forma de relógio atômico.  Eles são usados também como amplificadores de radiotelescópios. 